# Fernando Solanas
Fernando Ezequiel Solanas (Buenos Aires, 16 de fevereiro de 1936 – Paris, 6 de novembro de 2020), conhecido como Fernando Solanas ou, ainda, Pino Solanas, foi um cineasta e político argentino. Conquistou o prémio de melhor diretor no Festival de Cannes em 1988 com o filme Sur. Na política, foi deputado federal e senador.
Morreu em 6 de novembro de 2020 em um hospital de Paris, aos 84 anos, devido à COVID-19.

## Biografia
Durante sua juventude estudou teatro, música e direito. Em 1962, fez seu primeiro curta de ficção Seguir Andando e formou sua produtora.
Em 1968, realizou clandestinamente, junto ao diretor Octavio Getino seu primeiro longa-metragem La Hora de los Hornos, uma trilogia documental, cujos episódios são: Neocolonialismo e violência (na Argentina e na América Latina); Ato para a liberdade (composto por Crônica do peronismo (1945-1955)) e Crônica da resistência (1955-1966) – e Violência e liberdade, o filme ganhou vários prêmios internacionais e foi transmitido em mais de 70 países.
Em 1969, novamente junto a Octavio Getino fundou o Grupo Cine Liberación tratando de promover o desenvolvimento de um circuito alternativo de difusão através das organizações sociais e políticas que faziam parte da resistência à Ditadura militar argentina.
Solanos e Getino, realizaram Perón: Actualización política y doctrinaria para la toma del poder, uma extensa entrevista com Juan Domingo Perón filmada em Madrid entre junho e outubro de 1971. O filme tornou-se um emblema da militância juvenil peronista da época, e da luta pelo retorno de Juan Domingo Perón à Argentina.
Em 1975, concluiu Los Hijos de Fierro, seu primeiro longa-metragem de ficção. Meses antes, ele havia sido ameaçado de morte pela Triple A (Aliança Anticomunista Argentina) e em 1976 um comando da Marinha tentou sequestrá-lo. Então, partiu exilado para a Espanha e fixou residência na França, onde em 1980 realizou o documentário La mirada de los otros.
Em 1985, realizou o filme Tangos... El Exilio de Gardel, com o qual ganhou os prêmios mais importantes do Festival de Veneza e do Festival de Havana. Terminou as filmagens do filme Sur em 1988, pelo qual recebeu o prêmio de Melhor Diretor no Festival de Cannes e em vários outros festivais.
Em 1991, a Fundação Konex concedeu-lhe o Prêmio Platinum Konex de 1991 como o melhor diretor de cinema da década 1981-1990.
Devido a ter sido baleado com quatro tiros nas pernas por um grupo de comandos, supostamente por criticar o governo Carlos Menem, viu-se obrigado a adiar a filmagem do filme El Viaje, em que mostra numerosos desenhos acrílicos do o cartunista Alberto Breccia, terminando o filme posteriormente em 1992.
Em 1998 concluiu La Nube, premiado no Festival Internacional de Cinema de Veneza. E o Festival Internacional do Novo Cinema Latino-Americano de Havana concedeu-lhe o Grande Coral por sua carreira.
Em 2003, ele apresentou o documentário Memoria del saqueo no Festival Internacional de Cinema de Berlim e recebeu o Urso de Ouro por sua carreira. Durante a estreia de seu filme Memorias del Saqueo, Pino Solanas descreveu Cuba e Venezuela como exemplos de democracia plena. Na mesma apresentação, Hugo Chávez dedicou palavras de elogio ao cineasta.
Em 2005 estreou La dignidad de los nadies, premiada no Festival de Veneza, e nos de Montreal, Valladolid e Havana.
Em 5 de dezembro de 2005, ele foi homenageado pelo Fondo Nacional de las Artes com o Gran Premio a la Trayectoria.
Em maio de 2007 lançou o documentário Argentina latente, no qual aparece descrevendo o potencial científico do país e realizando entrevistas com cientistas, trabalhadores e industriais. No mesmo ano, foi condecorado como ilustre habitante de Santiago de Cuba, pela Assembleia Municipal do Poder Popular local.8
Em setembro de 2008, estreou La próxima estación um documentário que trata das péssimas condições do serviço ferroviário na Argentina e das possibilidades de melhorias, bem como da corrupção que prevaleceu desde sua privatização. A estréia coincidiu com um protesto na estação Castelar da antiga linha Sarmiento, que incluiu a queima intencional de vagões. Como resultado desse episódio, membros do governo nacional acusaram Solanas de tê-los apresentado deliberadamente, ao que ele respondeu solicitando provas da acusação ou, na falta disso, iniciaria ações judiciais contra esses funcionários por calúnia e insultos.
Também foi jurado em importantes festivais de cinema e ministrou seminários nas principais escolas de cinema da América Latina, Europa e Estados Unidos. Desde 2006 foi Professor Emérito da Universidade da Califórnia em Los Angeles e da Universidade Nacional de General San Martín (UNSAM).
Recebeu condecorações dos governos da Itália e da França e da mais alta distinção cultural cubana: a Ordem Félix Varela. Em 2011, recebeu novamente o Prêmio Konex, desta vez como um dos 5 melhores documentaristas da década 2001-2010.
Ele escreveu inúmeros artigos sobre cinema, cultura e política na Argentina e no resto da América Latina e Europa. Como o ensaio La Mirada (1989); Cinema Cultura e Decolonização, em colaboração com Octavio Getino (1971); e um ensaio de pesquisa, Yacyretá: Crónica de un despojo (1996).

### Trajetória Política
Iniciou a carreira política em 1989, quando convocou uma assembléia entre os sindicatos audiovisuais para exigir novas leis de incentivo, que substituíssem as leias da ditadura. Depois de ser baleado em 1991 por criticar o governo de Carlos Menem nunca mais abandonou a militância política. Em 1992, candidatou-se a senador pela Cidade de Buenos Aires, obtendo 7% dos votos. No ano seguinte foi eleito deputado nacional pela Frente Grande e também para reforma da Constituição da Argentina de 1994. Seguiu atuando dentro da Frente Grande e chegou a candidato a presidente da Argentina em 2007 pelo Proyecto Sur em aliança com o Partido Socialista Autêntico com Ángel Cadelli, alcançaram 1,6% de votos.
Em 2009 foi eleito deputado nacional. Sua proposta centrou-se na recuperação dos recursos naturais da Argentina e no fim dos negócios das grandes empresas de renda, capital, mineração, etc. Colocar esses recursos econômicos à disposição do Estado, redistribuindo-os, para acabar com a pobreza e a indigência. Ele também propôs um plano nacional para a recuperação das ferrovias. Obteve 24,2% dos votos, ficando com a segunda colocação atrás de Gabriela Michetti. Em 2010 e 2011, foi presidente da Comissão de Energia e Combustíveis da Câmara dos Deputados da Nação.
Em 7 de dezembro de 2010 lançou sua candidatura eleitoral à presidência, embora, em maio, tenha descido para disputar a cidade de Buenos Aires como candidato a Chefe de Governo, onde saiu em terceiro lugar com 12,82% dos votos. Nas eleições primárias de 2013 na Argentina, Solanas compareceu com Fernanda Reyes ao Senado da Nação Argentina pela Cidade de Buenos Aires na frente da UNEN (junto com os partidos Coalición Cívica ARI, Partido Socialista Autêntico, Unión Cívica Radical, Libres del Sur, Partido Socialista e GEN). Sua lista ganhou a interna à de Rodolfo Terragno e Alfonso Prat Gay-Victoria Donda. Conseqüentemente, encabeçou a lista de senadores para as eleições legislativas argentinas de 2013 e Elisa Carrió fez o mesmo na lista de deputados nacionais junto com Martín Lousteau.
Nas eleições legislativas, com um segundo lugar, obteve a vaga de senador representando a frente da UNEN. No início de 2014, assumiu a presidência da Comissão de Meio Ambiente e Desenvolvimento Sustentável da Câmara dos Senadores da Nação. Após a separação da UNEN, ele decidiu não participar das eleições presidenciais argentinas de 2015.
Apesar de seu mandato ter terminado em 2019, em 24 de julho de 2017 apresentou sua pré-candidatura a senador nacional pela Província de Buenos Aires para a Frente CREO. No entanto, ele não ultrapassou o piso de 1,5% exigido pelo PASO , então ele não poderia participar das eleições finais de outubro. Em junho de 2019, anunciou que ingressaria na Frente de Todos, apoiando a fórmula presidencial Alberto Fernández - Cristina Fernández de Kirchner.

## Filmografia
- La Próxima Estación (2008) (direção, produção, roteiro)
- Argentina latente (2007) (direção, produção, roteiro)
- Carpani (2006) (ator) .... Ele mesmo
- La dignidad de los nadies (2005) (direção, produção executiva, produção, roteiro, ator) .... voz
- La resistencia (2005) .... Ele mesmo (entrevistado)
- Memoria del saqueo (2004) (direção, produção executiva, produção, roteiro) (ator) .... voz
- Afrodita, el sabor del amor (2001) (direção, roteiro)
- Che: muerte de la utopia? (1999)
- La nube (1998) (direção, produção executiva, produção, roteiro, ator)
- El viaje (1992) (direção, produção, roteiro)
- Sur (1988) (direção, produção, roteiro)
- El exilio de Gardel (Tangos) (1985) (direção, produção, roteiro, ator) .... Discépolo
- Le regard des autres (1980) (direção, roteiro)
- Los hijos de fierro (1972) (direção, roteiro)
- El camino hacia la muerte del viejo Reales (1971) (produção, roteiro)
- Perón: Actualización política y doctrinaria para la toma del poder (1971) (direção)
- Perón: La revolución justicialista (1971) (direção)
- Argentina, mayo de 1969: Los caminos de la liberación (1969) (produção)
- Hora de los hornos: Notas y testimonios sobre el neocolonialismo, la violencia y la liberación, La (1968) (direção, produção, roteiro, ator .... narrador
- Reflexión ciudadana (1963) (direção, produção, roteiro)
- Dar la cara (1962) (ator) .... Extra
- Seguir andando (1962) (direção, produção, roteiro)
- Sin memoria (1961) (ator)
- El hombre que vio al Mesías (1959) (ator)
- La guerra del fracking (2013) (Roteiro, direção e produção)[10][11]